# Coryphosima bintumana
Coryphosima bintumana är en insektsart som beskrevs av Roger Roy 1964. Coryphosima bintumana ingår i släktet Coryphosima och familjen gräshoppor. Inga underarter finns listade i Catalogue of Life.